# Pixel 3a

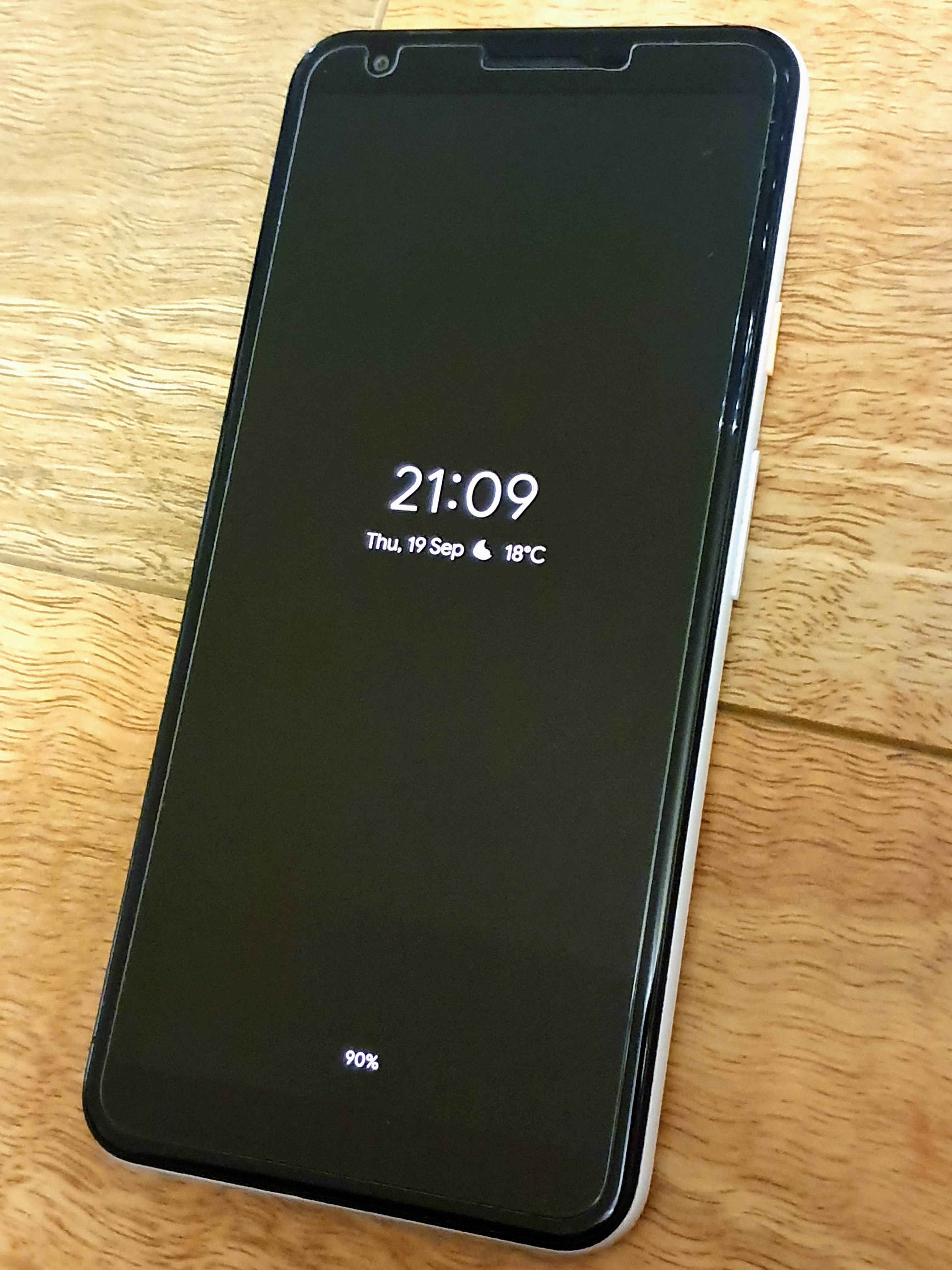
开启息屏显示的Pixel 3a XL

Pixel 3a及Pixel 3a XL是由Google發佈的Android智能手机，两款手机分别为Pixel 3及Pixel 3 XL的对应中端配置机型。2019年5月7日，Google在I/O大会公布Pixel 3a及Pixel 3a XL，两款手机于同日在全球部分国家和地区发售。2020年7月，Google宣布正式停产Pixel 3a系列，同时Google Store美国区也不再销售该手机。

## 规格

### 设计
Pixel 3a及Pixel 3a XL各有三种颜色的版本：全黑、纯白（电源按钮为橙色）和淡紫（电源按钮为黄色）。两款机型外观均与Pixel 3相像。由于Pixel 3 XL的浏海设计备受批评，Pixel 3a系列并无浏海设计。两款机型的背部材质均为聚碳酸酯，屏幕玻璃并非其他大多数智能手机所使用的康寧大猩猩玻璃，而是旭硝子生产的Dragontrail。

### 硬件
Pixel 3a和Pixel 3a XL搭载高通骁龙670、4GB内存以及64GB的手机内部存储空间。与Pixel 3系列不同的是，两款手机既不支持无线充电，也不防水，同时也没有搭载Pixel 2系列开始推出的“Pixel视觉核心（Pixel Visual Core）”芯片，但保留Pixel 2系列开始缺失的3.5毫米音频接口。手机底部的USB-C接口可用于充电及连接其他设备。两款手机均配备了Pixel 2系列推出的Active Edge挤压边框功能，在相关手势开启的情况下，用户可通过挤压手机两侧的方式启动Google助理。

#### 相机
Pixel 3a和Pixel 3a XL各配备了一个1220万像素的后置摄像头，以及一个800万像素的前置摄像头。和Pixel 3系列不同的是，Pixel 3a系列无辅助前置摄像头，因此不支持群自拍功能。Pixel 3a系列在拍摄表现上与Pixel 3系列大致相似。该系列手机在拍摄方面的特性包括：
- 夜景拍照：在无闪光灯及三脚架的情况下提升弱光环境中的成像质量。[11]
- Super Res Zoom：利用超解析度成像技术，通过HDR+拍摄多帧照片，补齐因为变焦而丢失的像素。[8]
- Top Shot：通过HDR+拍摄多帧照片，然后选择其中质量最好的照片。[8]
- Google Lens：对镜头当中出现的物品、文字等进行识别。[12]

Pixel 3a系列的Google相簿同样支持无限存储，但仅限于照片的压缩版本，如果用户上传过多原始尺寸照片，需要额外付费提升存储空间才可继续存储原始尺寸照片。

### 软件
Pixel 3a及Pixel 3a XL的出厂原装系统均为Android 9.0 Pie，Google在推出该两款机型时承诺会提供三年的系统更新支持。

## 反响
Pixel 3a系列的拍摄质量受到高度正面评价，该机型也被认为是中端价位手机中拍摄质量最好的。Tom's Guide给该系列机型的评分为“4.5/5”，称其为400美元价位手机中拍摄质量、软件以及显示表现最好的。The Verge为该系列机型给予的评分为“8/10”，称这两款机型所拍摄出的照片和Pixel 3系列所拍摄出的照片很难区分。另外，这两款手机的电池寿命也获得普遍的正面评价。然而有部分评论认为该手机缺乏特色。
2019年7月20日，DxOMark公布Pixel 3a系列的拍摄评分，其中综合评分为100分（仅比Pixel 3系列及iPhone XR少1分），拍照评分为103分，视频评分为95分。
2019年7月底，时任Google首席执行官孙达尔·皮柴在2019年第二季度财报的电话会议上表示，Pixel 3a系列的推出使得Google Pixel系列在2019年第二季度的销售额同比增长超过两倍。

## 问题
- Pixel 3a及Pixel 3a XL推出后不久，部分用户反映内置的数字健康应用降低手机性能，类似问题也出现在其他的Pixel系列机型[17]。
- 部分使用Pixel 3a及Pixel 3a XL的用户反映称其手机在闲置时會随机关机[18][19][20]。
- 也有用户反映其手机的USB-C接口和扬声器的开口歪斜，已知该问题在部分Pixel 3a以及Pixel 3a XL手机上均有出现。[21]